# Roccafluvione
Roccafluvione é uma comuna italiana da região das Marcas, província de Ascoli Piceno, com cerca de 2 195 habitantes. Estende-se por uma área de 60 km², tendo uma densidade populacional de 37 hab/km². Faz fronteira com Acquasanta Terme, Ascoli Piceno, Comunanza, Montegallo, Palmiano, Venarotta.

## Demografia
| Variação demográfica do município entre 1861 e 2011                               |
|                                                                                   |
| Fonte: Istituto Nazionale di Statistica (ISTAT) - Elaboração gráfica da Wikipedia |